# Peribaea repanda
Peribaea repanda är en tvåvingeart som först beskrevs av Louis-Paul Mesnil 1954.  Peribaea repanda ingår i släktet Peribaea och familjen parasitflugor. Inga underarter finns listade i Catalogue of Life.